# Synthetonychia fiordensis
Espèce
Synthetonychia fiordensis est une espèce d'opilions laniatores de la famille des Synthetonychiidae.

## Distribution
Cette espèce est endémique de l'île du Sud en Nouvelle-Zélande. Elle se rencontre dans la région du Southland vers Caswell Sound.

## Description
Le mâle holotype mesure 1,28 mm de long et 1,08 mm de large.

## Systématique et taxinomie
Cette espèce a été décrite par Forster en 1954.

## Étymologie
Son nom d'espèce, composé de fiord et du suffixe latin -ensis, « qui vit dans, qui habite », lui a été donné en référence au lieu de sa découverte, un fjord.

## Publication originale
- Forster, 1954 : « The New Zealand Harvestmen (sub-order Laniatores). » Canterbury Museum Bulletin, vol. 2, p. 1-329.